# Poliske, Kozeleț
Poliske (în ucraineană Поліське) este un sat în orașul raional Oster din raionul Kozeleț, regiunea Cernihiv, Ucraina.

## Demografie
Componența lingvistică a localității Poliske
     Ucraineană (95,85%)
     Rusă (4,15%)
Conform recensământului din 2001, majoritatea populației localității Poliske era vorbitoare de ucraineană (95,85%), existând în minoritate și vorbitori de rusă (4,15%).